# Hindenburglinjen

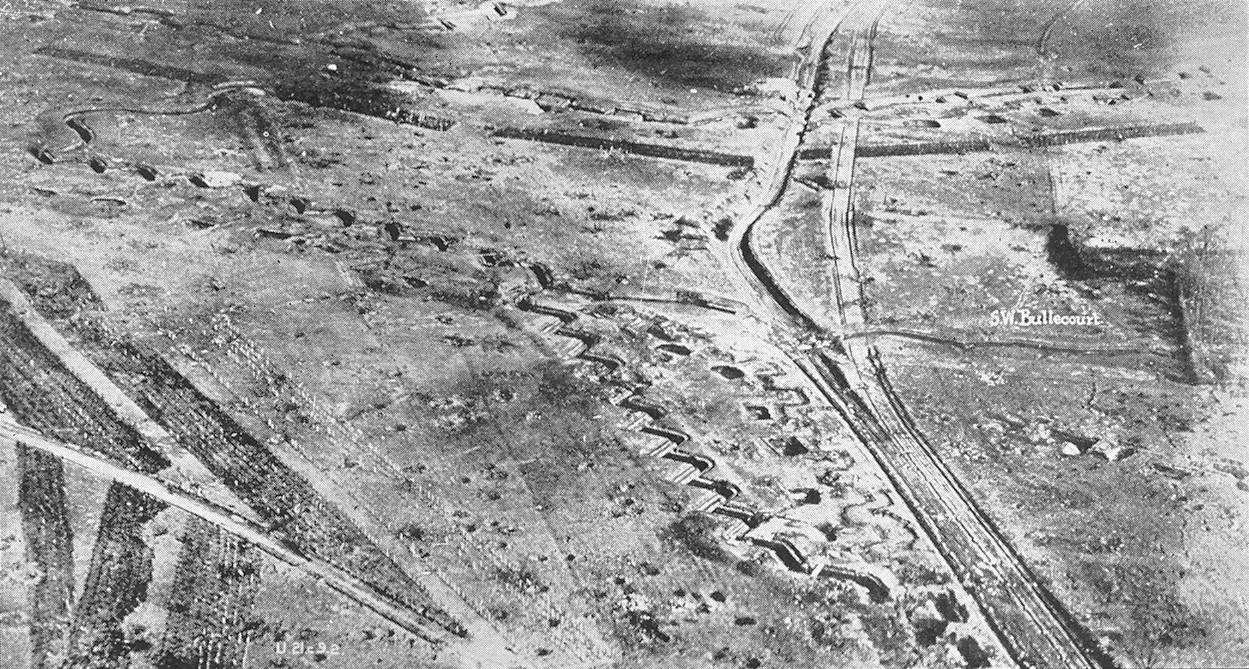
Hindenburglinjen vid Bullecourt sedd från luften.

Hindenburglinjen var ett utbrett system av försvarsanordningar i nordvästra Frankrike under det första världskriget. Linjen byggdes av tyskarna under vintern 1916–17. Linjen sträckte sig nästan 160 km från Lens nära Arras till floden Aisne nära Soissons.
Byggbeslutet fattades av de tyska generalerna Paul von Hindenburg och Erich Ludendorff under de avslutande faserna av Slaget vid Somme. Hindenburglinjen byggdes längs en inbuktning i den tyska fronten. Genom att dra sig tillbaka till dessa befästningar kunde man förkorta sin front. Den totala vinsten i frontlängd var omkring 50 km vilket möjliggjorde att tyskarna lösgjorde 13 divisioner för sin reserv.
Tillbakadragandet till linjen började i februari 1917, och territoriet mellan den gamla fronten och de nya linjerna lämnades obrukbart eftersom tyskarna använde sig av den brända jordens taktik. Befästningarna innefattade betongbunkrar och kulsprutefästen, breda bälten med taggtråd, truppförflyttningstunnlar, djupa skyttegravar, skyttevärn och ledningsposter. Omkring en kilometer framför befästningarna fanns en tungt bemannad linje av utposter som vid ett fientligt anfall skulle störa denna och sinka dess framfart.
Linjen var indelad i fem områden, från norr till söder:
- Wotan Stellung
- Siegfried Stellung (notera att detta inte är densamma som Siegfriedlinjen, som byggdes längs Tysklands gräns emot Frankrike före det andra världskriget.)
- Alberich Stellung
- Brunhilde Stellung
- Kriemhilde Stellung

Av dessa ansågs Siegfried Stellung vara den starkaste.
Det tyska ledarskapet trodde att denna nya linje var ogenomtränglig. Detta skulle dock motbevisas i Slaget vid Hindenburglinjen under de allierades hundradagarsoffensiv i september 1918.